# Rousettus spinalatus
Il rossetto dal dorso nudo (Rousettus spinalatus  Bergmans & Hill, 1980) è un pipistrello appartenente alla famiglia degli Pteropodidi, endemico dell'isola di Sumatra e del Borneo

## Descrizione

### Dimensioni
Pipistrello di medie dimensioni con la lunghezza totale di 105 mm, la lunghezza dell'avambraccio tra 80,6 e 88,5 mm, la lunghezza del piede di 17 mm e la lunghezza delle orecchie di 17,4 mm.

### Aspetto
La pelliccia delle parti ventrali è densa, corta e grigiastra. La testa è ricoperta di pochi peli sparsi color marrone scuro. La parte centrale della schiena è priva di peli, mentre le parti laterali sono bianco-brunastre. Il mento e la gola sono quasi privi di peluria. Le orecchie sono moderatamente lunghe, nude e con un lobo antitragale distinto. Le labbra sono ricoperte di piccole papille. Le narici sono leggermente tubulari e divergenti. Le ali sono attaccate lungo la spina dorsale, dando l'impressione di una schiena nuda, e posteriormente alla base dell'alluce. La tibia è rivestita dorsalmente di pochi piccoli peli. Il calcar e la coda sono corti, mentre l'uropatagio è poco sviluppato.

## Biologia

### Comportamento
Si rifugia all'interno di grotte in gruppi fino a 300 individui, insieme ad altre forme affini, come il Rossetto di Geoffroy.

### Alimentazione
Si nutre probabilmente di fiori e di nettare.

## Distribuzione e habitat
Questa specie è diffusa sull'Isola di Sumatra settentrionale e del Borneo settentrionale e centrale.
Vive nelle foreste.

## Conservazione
La IUCN Red List,considerato il declino di oltre il 30% della popolazione negli ultimi 15 anni a causa della perdita del proprio habitat, classifica R.spinalatus come specie vulnerabile (VU).